# State Tower
State Tower is een wolkenkrabber in het zakengebied Bang Rak in Bangkok, Thailand. De wolkenkrabber, gebouwd in 2001, is met een oppervlakte 300.000 m² het grootste gebouw van Zuidoost-Azië. De State Tower heeft 68 verdiepingen en is 247 meter hoog, waarmee het in 2011 het op twee na hoogste gebouw van Bangkok was.
De State Tower werd begin jaren negentig bedacht door de Thaise architect Rangsan Torsuwan en ontworpen door Rangsan Architecture. Het gebouw heeft een kenmerkend dertig meter hoog, gouden koepeldak en neoklassieke balkons. De oorspronkelijke naam was "Silom Precious Tower", later werd dat "Royal Charoen Krung Tower" (RCK Tower) en tegenwoordig is het "State Tower".
In de State Tower bevinden zich appartementen, kantoren en winkels. Ook is er een vijfsterrenhotel in gevestigd en op het dak bevindt zich een openluchtrestaurant dat naar alle kanten uitzicht op Bangkok biedt.
De State Tower is eigenaar van de Challenge Group.